# 2-й Вольный переулок
2-й Вольный переулок — переулок в районе Соколиная Гора Восточного административного округа Москвы.

## Происхождение названия
Переулок получил своё название в 1956 году по расположенному неподалёку Вольному переулку, который, в свою очередь, был назван по фамилии домовладельца.

## Расположение
Переулок проходит от 9-й улицы Соколиной Горы до Вольной улицы. Слева примыкает 10-я улица Соколиной Горы.

## Транспорт
По самому переулку общественный транспорт не ходит. Ближайшие к переулку автобусные остановки — «9-я улица Соколиной Горы» и «2-й Вольный переулок».

### Автобусы
36 Платформа Новогиреево — Женская консультация
83 Платформа Перово —  Семёновская
146 Улица Молостовых — 10-я улица Соколиной Горы